# Flowerpot Island

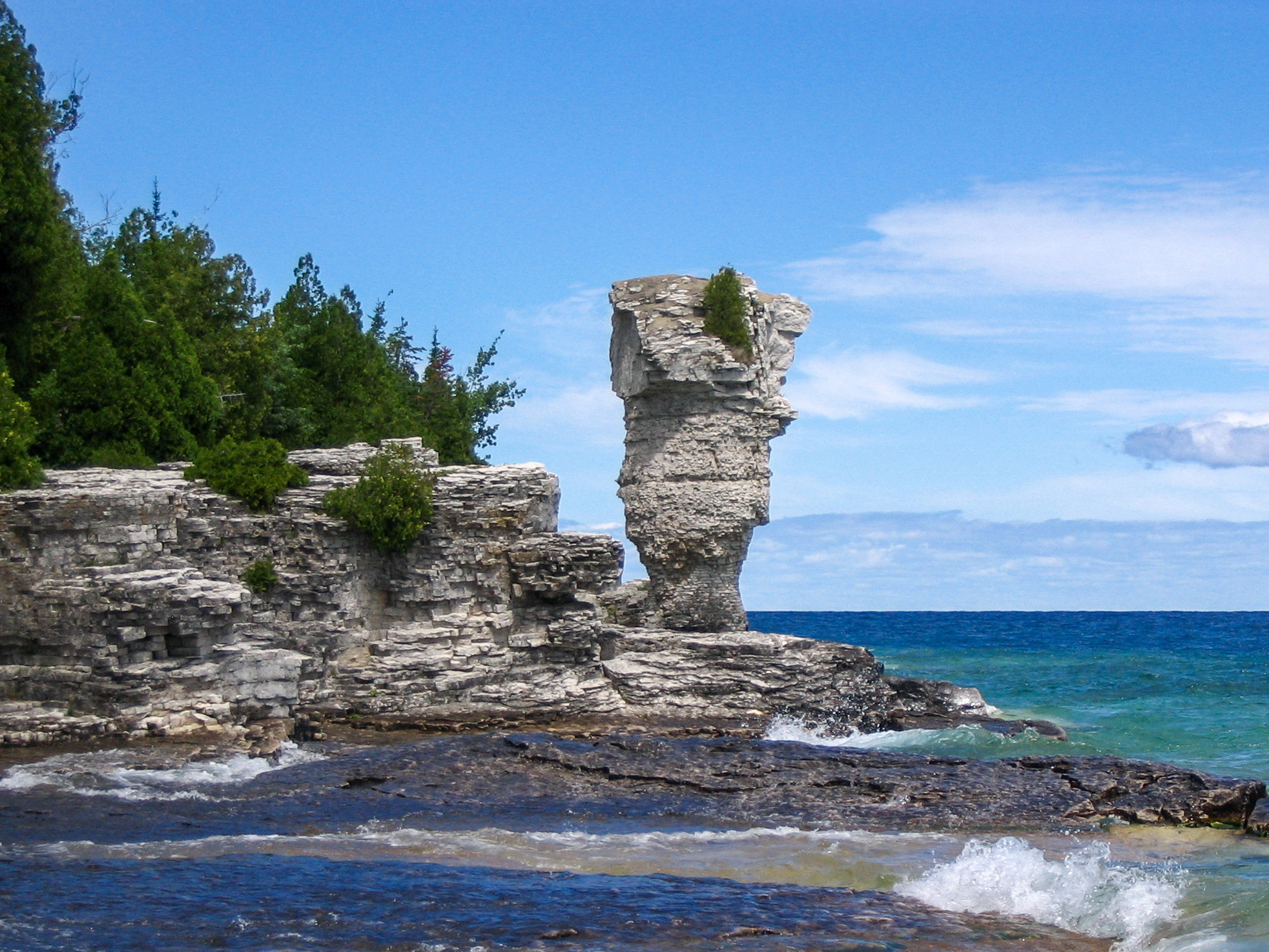
Big Flowerpot (el gran Florero), una formación calcárea erosionada por las aguas, el hielo y el viento.

Flowerpot Island es una isla canadiense ubicada en la Bahía Georgiana, una bahía de grandes proporciones en el lago Hurón, en la provincia de Ontario, Canadá. 

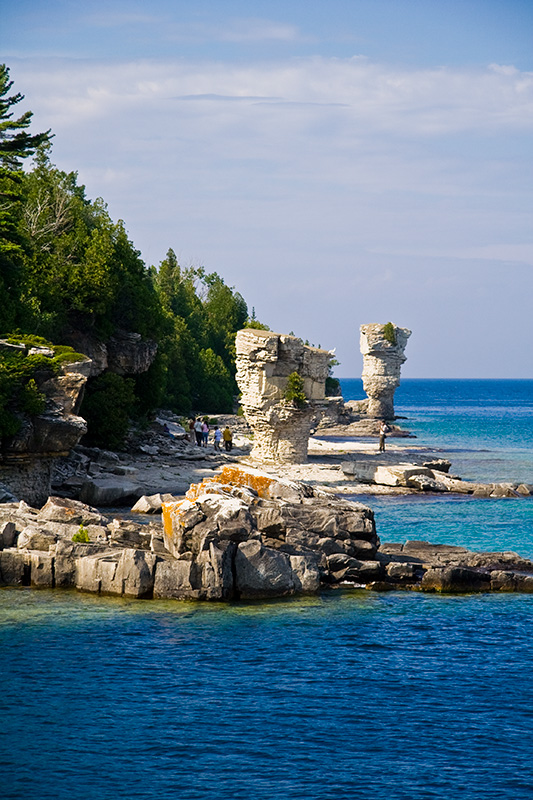
Vista de las dos formaciones que le dan nombre a la isla Flowerpot (florero).

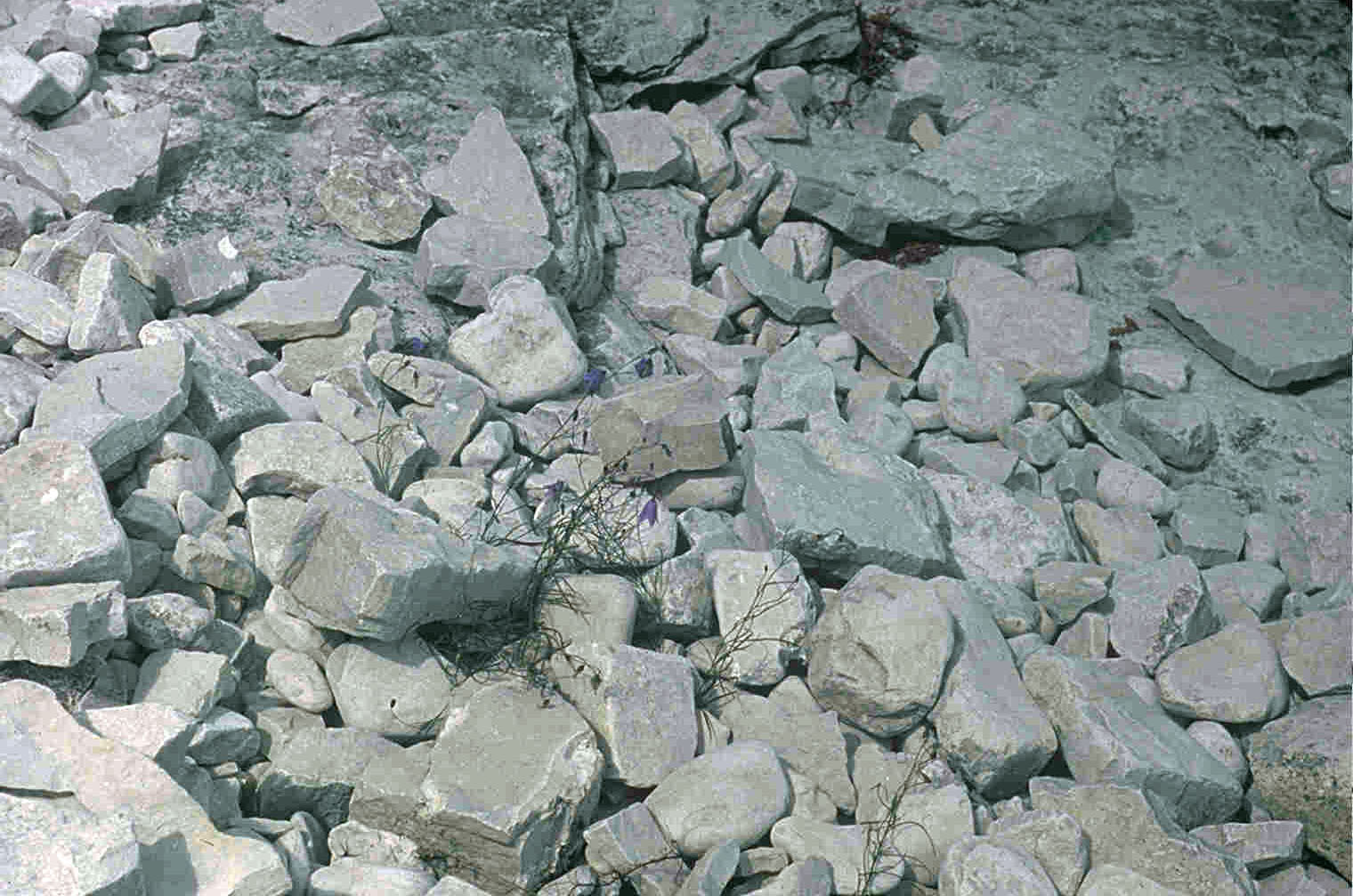
Canchal en una playa de la isla Flowerpot

La isla Flowerpot está ubicada a unos 6,5 km de Tobermory, en la punta septentrional de la península Bruce. Toma su nombre de dos formaciones similares en forma de hongo que se denominan «flowerpots» (floreros). La caliza que forma esta isla y el fondo de los Grandes Lagos hasta llegar a partes del estado de Nueva York tiene un origen y una historia geológica común. En el caso de la isla de Flowerpot, la acción de las olas y sobre todo, la meteorización mecánica producida por gelifracción han convertido a las playas rocosas de la isla en extensos canchales pedregosos. Se trata de los mismos estratos rocosos que forman el acantilado por el que se precipitan las cataratas del Niágara bastante más hacia el sureste.
La isla se extiende por algo más de 2 km de este a oeste y 1,5 km de norte a sur. Tiene una superficie de unos 2 km² (200 ha) con unos 6 km de senderos de interpretación de la naturaleza que sirven para recorrer los principales fenómenos de la geografía física relacionados con la vegetación, con la erosión por las olas y la meteorización mecánica (formación de hielo en las grietas o gelifracción). Los senderos más importantes y utilizados pueden verse en el mapa editado por la misma compañía que maneja las embarcaciones turísticas que visitan la isla desde Tobermory.
Los estratos calcáreos que forman la isla pertenecen al Niagara Escarpment (Escarpe Niágara), el cual sufrió un hundimiento por el peso de los glaciares del Pleistoceno que originó a su vez, la formación de los Grandes Lagos los cuales son, naturalmente, de origen glaciar. Como dichos estratos calcáreos son casi horizontales, se han venido desgastando por la erosión formando varias mesas o mesetas de escasa altura (unos 220 m como máximo) pero de bordes bastante abruptos, que tienen que ser salvados con escaleras labradas en las rocas.